# Pardosa karagonis nivicola
Pardosa karagonis nivicola is een spinnenondersoort in de taxonomische indeling van de wolfspinnen (Lycosidae).
Het dier behoort tot het geslacht Pardosa. De wetenschappelijke naam van de soort werd voor het eerst geldig gepubliceerd in 1926 door Roger de Lessert.